# Monroe (Oregon)
Pour les articles homonymes, voir Monroe.
Monroe est une municipalité américaine située dans le comté de Benton en Oregon. Lors du recensement de 2010, sa population est de 617 habitants.
Située dans la vallée de la Long Tom, Monroe s'étend sur 0,51 milles carrés (1,32 km2). D'abord appelée Starr's Point, la localité est fondée au milieu du XIXe siècle sur les terres de Joseph White. Elle devient une municipalité le 16 mai 1913.